# Contea di Graham (Arizona)
La contea di Graham, in inglese Graham County, è una contea dello Stato dell'Arizona, negli Stati Uniti. La popolazione al censimento del 2000 era di 33 489 abitanti. Il capoluogo di contea è Safford. La contea di Graham contiene parte della riserva indiana di San Carlos.

## Geografia fisica
La contea si trova nella parte sud-orientale dell'Arizona. Lo United States Census Bureau certifica che l'estensione della contea è di 12020 km², di cui 11990 km² composti da terra e 30 km² composti di acqua. Nella contea si trovano diverse formazioni rocciose, tra le quali le Pinaleño Mountains.

### Contee confinanti
- Contea di Navajo - nord
- Contea di Apache - nord
- Contea di Greenlee - est
- Contea di Cochise - sud
- Contea di Pima - sud-ovest
- Contea di Pinal - ovest
- Contea di Gila - nord-ovest

## Origini del nome
La Contea prende il nome dal monte Graham, un rilievo delle Pinaleño Mountains, che a sua volta venne così chiamato in onore del tenente colonnello James Duncan Graham (1799–1865), ufficiale del Corpo dei Topografi dell'esercito. Fu la prima contea dell'Arizona ad interrompere la tradizione di chiamare le contee con nomi nativi americani.

## Storia
Joseph Knight Rogers è considerato il padre della contea di Graham: membro del parlamento del Territorio dell'Arizona, fu il promotore del disegno di legge statale che ne prevedeva l'autonomia. La Contea di Graham venne ufficialmente costituita il 10 marzo 1881 includendo la parte sud della contea di Apache e la parte est della contea di Pinal.
All'inizio come sede del capoluogo venne scelta la città di Safford, ma fu poi spostata a Solomonville (oggi Solomon) nel 1883. Nel 1915 ritornò ad essere a Safford.

## Comuni
- Pima - town
- Safford - city
- Thatcher - town